# شارلوت مک‌کینی
شارلوت مک‌کینی (انگلیسی: Charlotte McKinney؛ زادهٔ ۶ اوت ۱۹۹۳) مدل و هنرپیشه اهل ایالات متحده آمریکا است.
از فیلم‌ها یا برنامه‌های تلویزیونی که وی در آن نقش داشته‌است می‌توان به گارد ساحلی، دیر شکوفا، بحث و جدل و خانواده‌های دیوانه اشاره کرد.